# Conjunto Histórico de Iznatoraf
El Conjunto Histórico de Iznatoraf está conformado, a través de un largo pero continuo y coherente crecimiento histórico, por el espacio intramuros, el arrabal histórico y los crecimientos del siglo XVIII y XIX, de la villa de Iznatoraf, en la provincia de Jaén, España. Está declarado Bien de Interés Cultural, en la tipología de Conjunto Histórico.
El término municipal de Iznatoraf se ubica en la comarca de Las Villas, en la provincia de Jaén. El núcleo de población de Iznatoraf, un asentamiento fuertemente marcado por el emplazamiento, se ubica sobre una meseta, a una altitud de 1.039 metros sobre el nivel del mar, dominando visualmente el paisaje circundante de la campiña. Esto marcó desde sus orígenes el carácter de población vigía.
La heterogeneidad morfológica de las manzanas y la variedad de tipologías edilicias, en su mayor parte populares y en menor número casas solariegas, son claros testimonios de este antiguo origen y de la importancia del núcleo urbano en la conformación de un paisaje con una calidad de especial singularidad.

## Historia

### Edad del Bronce
Los primeros asentamientos se remontan a la Edad del Bronce (II milenio a. C.), localizándose en el escarpe del extremo norte del núcleo actual, cerca de la Fuente Quebrantos, donde se sitúa la ermita del Cristo de la Veracruz. Ocupaba esta posición estratégica abastecida de agua, permitiendo el control visual de los valles del Guadalquivir y del Guadalimar, así como de las rutas hacia las áreas mineras de Sierra Morena. 

### Cultura íbera
Posteriormente la meseta funcionaría como un oppidum en época iberorromana, encontrándose vestigios del asentamiento de la cultura ibera en Iznatoraf desde el siglo VI a. C. Tuvo continuación en época romana.

### Época visigoda
Igualmente se sabe del poblamiento militar visigodo gracias al hallazgo arqueológico de piezas de este periodo. Este asentamiento se extendía hasta la plaza de San Fernando y se estructuraba en torno a un centro cívico en la actual plaza de la Fuensanta.

### Época islámica
En época islámica el asentamiento incrementa su valor estratégico y se expande hacia el sur de la meseta, mejorando las infraestructuras configurándose como un hisn, o sea una fortificación en altura. La meseta quedaba así rodeada por una muralla, de la que quedan como evidencias en la actualidad dos torres, cinco arcos y varios lienzos de la misma.
Posiblemente en el siglo XI y sobre estructuras precedentes se erigió una importante plaza defensiva con sus murallas y alcázar, como sistema de protección de los habitantes del entorno, incrementando así el valor
estratégico del enclave. El actual topónimo de Iznatoraf, de origen árabe, alude al nombre de esta muralla, Hisn at-Turàb (‘hisn’, castillo, fortificación). También se mejoraron las infraestructuras hidráulicas (red de pozos, fuentes, cisternas y aljibes) y de esta época perdura el actual urbanismo, con manzanas de trazado irregular y de gran tamaño, y con calles estrechas y tortuosas, muchas sin salida, en la parte más antigua del conjunto
histórico.

### Época cristiana - contemporánea

#### Siglos XIII-XV
En 1235 Fernando III logra la posesión de la villa a través de un pacto con sus habitantes, que han de abandonarla, y la repuebla otorgándole el Fuero de Cuenca, pasando a ser en un principio tierra de realengo para después pasar a manos del obispado de Toledo. A partir de este momento se refuerzan las murallas y se erige el castillo, residencia de la autoridad y hoy desaparecido. Mediante la inclusión de una calle longitudinal principal (la calle Carrera) se configura un nuevo modelo urbano anexo al anterior, con calles ortogonales y paralelas a la calle Carrera, próximas a la muralla, configurando una retícula desarrollada parcialmente. En la plaza de armas se ubica la plaza de San Fernando, convirtiéndose en el centro cívico y social de la población, consolidado con la construcción de la iglesia de Nuestra Señora de la Asunción. También se desarrolla el arrabal hacia el sureste a partir de la entrada principal de la villa, la Puerta Real, ocupando así la ladera con menor pendiente una población de bajos recursos económicos. Este arrabal, con manzanas alargadas y de escaso fondo, adaptadas a la orografía, se extendía por las calles Cobertizo, Calaveras, Saúco y Olmos. 

#### sigloXVI
Ya en el siglo XVI se encuentra consolidado un arrabal en su ladera oriental adaptado a la orografía, que surge a partir de la entrada principal a la villa, la Puerta Real, ocupando la ladera con pendientes menos pronunciadas y de mejor orientación.

#### Siglos XVII -XX
A partir del siglo XVII y hasta el XX se asiste a un estancamiento económico, político y social, en el cual apenas evoluciona la estructura urbana, salvo por la construcción de la ermita de la Veracruz y algunas casas señoriales, la apertura de portillos, la desaparición del castillo y el traslado del cementerio a la ladera septentrional. 
Desde el siglo XX se produce un cierto resurgir que origina un proceso de sustitución de edificaciones con algunas modificaciones en las alineaciones, aunque la incidencia en la trama urbana es escasa hasta mediados de este mismo siglo, cuando se construye un nuevo depósito de agua en la plaza de San Fernando, se derriba el antiguo Ayuntamiento y cárcel, y se construyen nuevos edificios hacia el sur (el Colegio del Cristo de la Vera Cruz, casas de maestros) junto con una zona verde.
Así, la historia y la orografía de Iznatoraf se aúnan para conformar un asentamiento cuyo recinto intramuros conserva en la actualidad los rasgos de la antigua medina árabe, mientras que el arrabal histórico en la ladera este presenta una trama que recorre las líneas de nivel conformando estrechas calles que se adaptan a la topografía.